# 八幡神社 (郡上市八幡町)

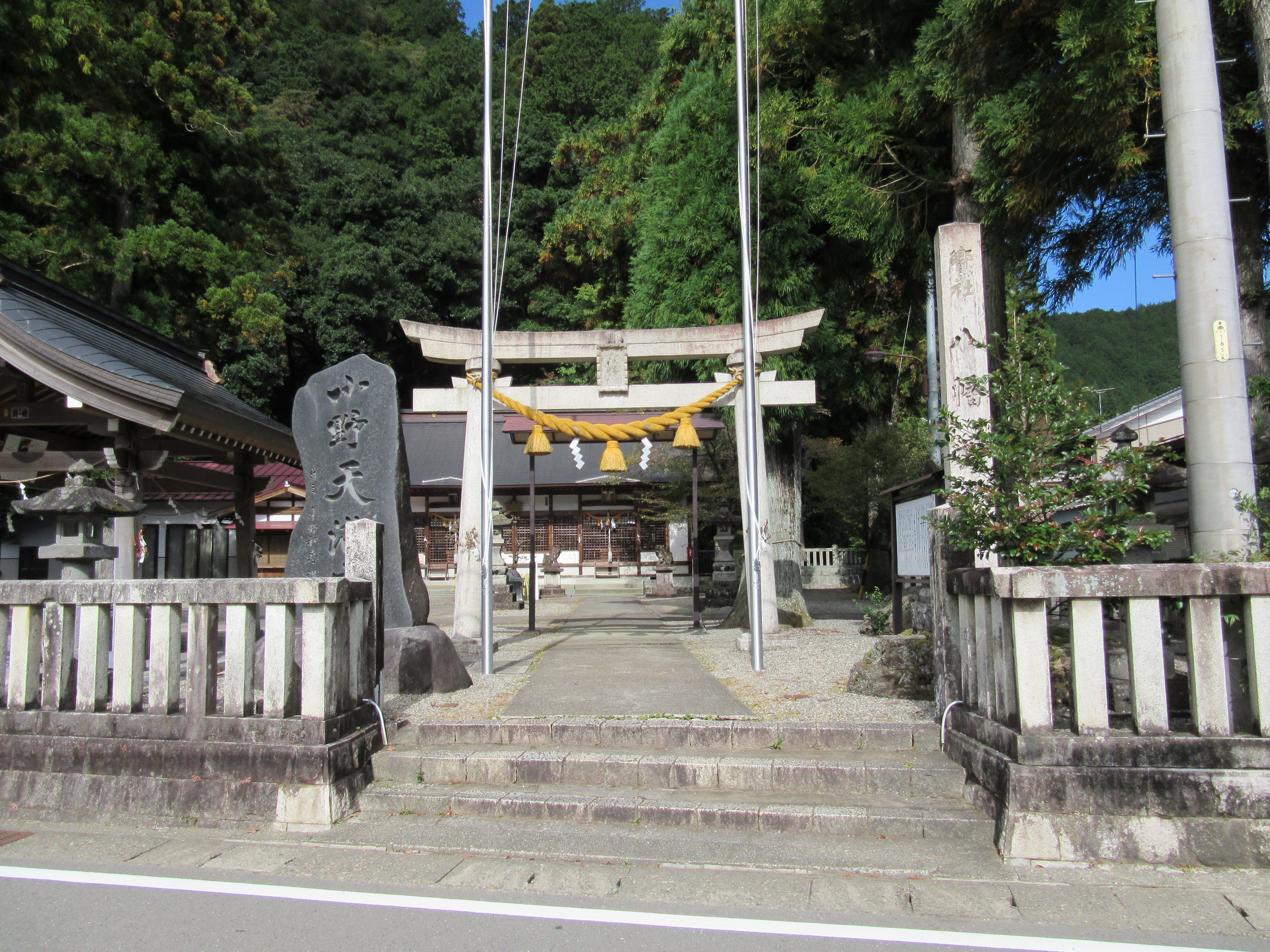
小野八幡神社・小野天満宮鳥居

八幡神社（はちまんじんじゃ）は、岐阜県郡上市に鎮座する、「郡上八幡」の地名の由来となった神社である。旧社格は郷社。地名より「小野八幡神社」と称され、また天満宮も祀っていることから「小野天満宮」とも呼ばれる。
毎年4月第3土・日曜日の春祭では、岸剱神社、日吉神社とともに大神楽競演が行われる。

## 祭神
- 誉田別命
- 菅原道真公
神体は約1mの白石の中に黒い菅原道真の姿がある岩。郡上藩領であった越前国小山荘の真名川（九頭竜川水系）で発見されたもので、金森頼錦により祀られたという。

## 由緒
社伝によると、鎌倉時代初期、順徳天皇の初夢に「都から北東の地で、人畜に危害をもたらす鷲がいる。これを退治しなさい。」との霊夢があり、直ちに藤原（鷲見）頼保を派遣したところ、美濃国厚見郡の長良川にたどり着いた頼保が、川上より「八幡」の文字が浮かび上がった鷲の羽を見つけ、この羽を持って上流へ向かい、鷲ヶ岳にてその鷲を退治し、長良川で見つけた「八幡」の羽を頼保が岩の間に差し込み、村人に祀るように伝えたのが始まりといい、また承久2年（1220年）に八幡大神を勧請したものとも伝える。
創建時の社殿は、現在の郡上八幡城の位置であったが、永禄2年（1559年）、遠藤盛数が郡上八幡城を築城の際、現在地に遷座し、以後同氏や歴代郡上藩主の崇敬を受けた。

## 末社
1社

## 文化財
岐阜県指定重要無形民俗文化財
- 小野八幡神社祭礼[1]

## 交通機関
- 長良川鉄道郡上八幡駅より約2km